# Narsete (nome)
Narsete  è un nome proprio di persona italiano maschile.

## Varianti in altre lingue
- Armeno: Ներսէս (Nerses)[1][3]
- Catalano: Narsés[4], Narsetes[4]
- Francese: Narsès
- Greco antico: Ναρσης (Narses)[3]
- Greco bizantino: Ναρσής (Narsēs)[1]
- Latino: Narses[1]
- Persiano antico: Narseh[3], Narses[1]
- Portoghese: Narses
- Russo: Нарсес (Narses)
- Spagnolo: Narsés[4], Narsetes[4]

## Origine e diffusione
Deriva da Ναρσης (Narses), una forma grecizzata del nome persiano Narseh o Narses, a sua volta un'evoluzione del nome avestico Nairyosangha; quest'ultimo è composto dai termini avestici nairyo ("maschio") e sangha ("parola").
Il nome avestico era quello di uno yazata della mitologia zoroastriana, che fungeva da messaggero per il dio Ahura Mazdā. La forma greca, invece, venne portata da Narsete, un generale bizantino di origine armena, che riportò l'Italia sotto il controllo di Giustiniano. La sua diffusione in Italia, comunque trascurabile, è dovuta principalmente a questo personaggio (e, in misura molto minore, a vari santi locali così chiamati); il nome è sostanzialmente confinato in alcune zone dell'Emilia-Romagna e della Toscana.

## Onomastico
L'onomastico si può festeggiare in memoria di più santi, alle date seguenti:
- 27 marzo, san Narsete, uno dei martiri persiani, ucciso a Bardiaboch[4][6]
- 10 novembre, san Narsete, vescovo di Subagord, uno dei martiri persiani, ucciso insieme al suo discepolo Giuseppe[6][7]
- 19 novembre, san Narsete il Grande, catholicos d'Armenia e di tutti gli armeni[7]

## Persone

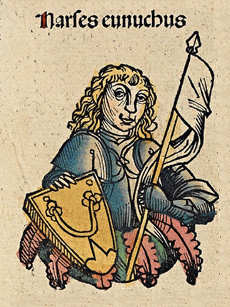
Narsete rappresentato in un'incisione presa dalle Cronache di Norimberga (1493)

- Narsete (478-574), generale bizantino
- Narsete (591-603), generale bizantino
- Narsete di Persia, imperatore di Persia
- Narsete il Grande, patriarca cattolico armeno
- Narsete Persarmeno, generale bizantino

### Variante Nerses
- Nerses Bedros XIX Tarmouni, patriarca cattolico armeno
- Nerses Diratzouyan, monaco e botanico armeno